# 射水新湊郵便局
射水新湊郵便局（いみずしんみなとゆうびんきょく）は富山県射水市にある郵便局。民営化前の分類では集配普通郵便局であった（現在は集配機能を廃止）。

## 概要
住所：〒934-0011 富山県射水市本町3-17-10

## 沿革
- 1874年（明治7年）1月15日 - 放生津（ほうじょうづ）郵便取扱所として開設[1]。
- 1875年（明治8年）1月1日 - 放生津郵便局（五等）となる。
- 1876年（明治9年）7月1日 - 為替取扱を開始。
- 1879年（明治12年）2月15日 - 貯金取扱を開始。
- 1891年（明治24年）3月21日 - 放生津郵便電信局となる。
- 1893年（明治26年）2月16日 - 新湊郵便電信局に改称。
- 1900年（明治33年）4月 - 局舎を新湊町立町に移転[2]。
- 1903年（明治36年）4月1日 - 通信官署官制の施行に伴い新湊郵便局となる。
- 1968年（昭和43年）
  - 11月 - 局舎新築落成[3]。
  - 12月5日 - 電話通話および和文電報受付事務の取扱を開始[4]。
- 1993年（平成5年）7月1日 - 外国通貨の両替および旅行小切手の売買に関する業務取扱を開始。
- 2007年（平成19年）10月1日 - 民営化に伴い、併設された郵便事業新湊支店に一部業務を移管。
- 2012年（平成24年）10月1日 - 日本郵便株式会社発足に伴い、郵便事業新湊支店を新湊郵便局に統合。
- 2018年（平成30年）
  - 3月12日 - 集配業務を小杉郵便局に移管、集配郵便局から無集配郵便局へ変更[5]。
  - 4月1日 - 射水新湊郵便局に改称[6]。小杉郵便局から貯金・保険の渉外業務を移管。

## 取扱内容
- 郵便、印紙、ゆうパック、内容証明
- 貯金、為替、振替、振込、国際送金、外貨両替、国債、投資信託
- 生命保険、バイク自賠責保険、自動車保険、がん保険、引受条件緩和型医療保険
- 「933-02xx」「934-00xx」「939-02xx」「939-03xx」「939-04xx」区域（射水市（川口宮袋を除く全域）、高岡市（牧野地区））の貯金・保険の渉外業務
- ゆうちょ銀行ATM

## 周辺
- 射水市役所 新湊庁舎
- 富山県立新湊高等学校
- 射水市新湊中央文化会館・高周波文化ホール
- 射水市消防本部 新湊消防署
- 奈呉ノ浦

## アクセス
- 万葉線新湊港線 第一イン新湊 クロスベイ前駅から東へ約400m（徒歩約5分）
- 地鉄バス 新湊庁舎前停留所、射水市コミュニティバス（きときとバス） 本町3丁目停留所下車
- 北陸自動車道 小杉ICから北へ約10.5km
- 国道415号沿い
- 駐車場あり：11台